# گلوکز اکسیداز

واکنش کاتالیز شده توسط گلوکز اکسیداز

گلوکز اکسیداز (GOx یا GOD) که همچنین به عنوان نوتاتین نیز شناخته می‌شود (شماره EC 1.1.3.4) یک اکسیدوردوکتاز است که اکسیداسیون گلوکز به هیدروژن پراکسید و گلوکونو دلتا-لاکتون را کاتالیز می‌کند. این آنزیم توسط گونه‌های خاصی از قارچ‌ها و حشرات تولید می‌شود و در صورت وجود اکسیژن و گلوکز فعالیت آنتی‌بیوتیک را نشان می‌دهد.
گلوکز اکسیداز برای تعیین گلوکز آزاد در مایعات بدن، در مواد اولیه گیاهی و در صنایع غذایی به‌طور گسترده‌ای استفاده می‌شود. همچنین در زی‌فناوری کاربردهای زیادی دارد، به‌طور معمول سنجش آنزیمی برای بیوشیمی از جمله حسگرهای زیستی در نانوفناوری. اولین بار توسط Detlev مولر در سال ۱۹۲۸ از Aspergillus niger جدا شد.

## کارکرد
گلوکز اکسیداز در چندین گونه قارچ و حشره سنتز می‌شود و در آنجا برای تولید پراکسید هیدروژن استفاده می‌شود که به نوبه خود باکتری‌ها را از بین می‌برد.

## ساختار

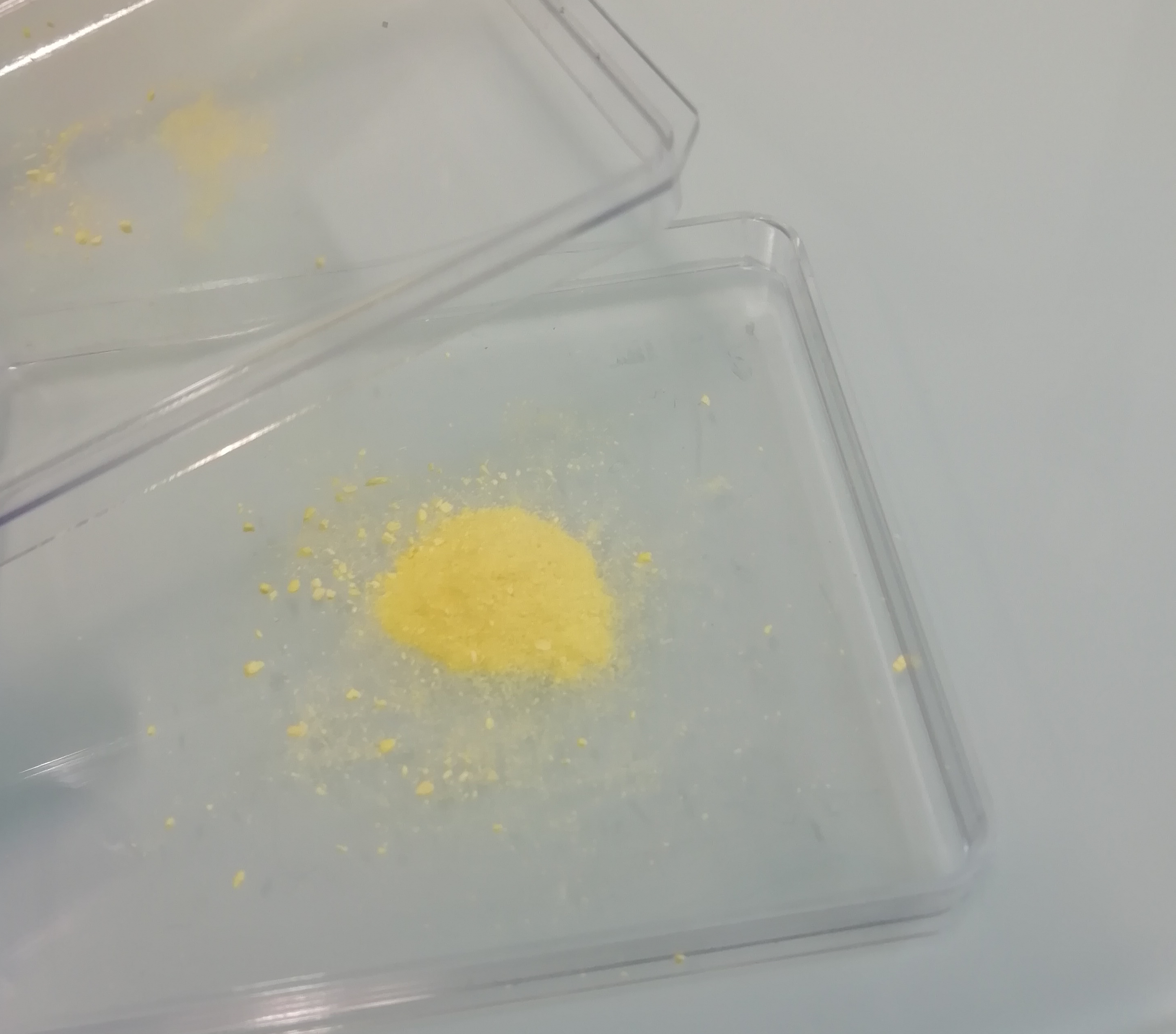
پودر آنزیم گلوکز اکسیداز از Aspergillus niger.

GOx یک پروتئین دیمر است که ساختار سه بعدی آن روشن شده‌است. آنزیم مانند بسیاری از پروتئین‌هایی که خارج از سلول‌ها عمل می‌کنند، با زنجیره‌های کربوهیدرات پوشانده شده‌است.

## سازوکار
در pH 7، گلوکز به صورت همی استال حلقوی به صورت ۶۳٫۶٪ β-D-glucopyranose و ۳۶٫۴٪ α-D-glucopyranose وجود دارد، نسبت فرم خطی و فورانوز ناچیز است. گلوکز اکسیداز به‌طور خاص به β-D-گلوکوپیرانوز متصل می‌شود و بر روی α-D-گلوکز عمل نمی‌کند. این ماده قادر به اکسید کردن کلیه گلوکز در محلول است زیرا تعادل بین آنومرهای α و β هنگامی که در واکنش مصرف می‌شود به سمت سمت β هدایت می‌شود.

## کاربرد

### پایش گلوکز
گلوکز اکسیداز به‌طور گسترده‌ای به همراه واکنش پراکسیداز که تجسم روش رنگ تشکیل H 2 O 2، برای تعیین گلوکز آزاد در سرم یا پلاسمای خون است، با استفاده از روشهای طیف‌سنجی دستی یا با روش‌های خودکار، و حتی نقطه سنجش سریع استفاده می‌شود.

### حفظ غذا
در تولید، از GOx به دلیل اثرات اکسیدکننده به عنوان افزودنی استفاده می‌شود: باعث می‌شود خمیر قویتر در نانوایی جایگزین شود، اکسیدانهایی مانند برومات جایگزین شود. این ماده همچنین به عنوان نگهدارنده غذا برای کمک به از بین بردن اکسیژن و گلوکز از مواد غذایی در هنگام بسته‌بندی مانند پودر تخم مرغ خشک استفاده می‌شود تا از قهوه ای شدن ناخواسته و طعم نامطلوب جلوگیری کند.

### درمان زخم
محصولات مراقبت از زخم، مانند "Flaminal Hydro" از یک هیدروژل آلژینات حاوی گلوکز اکسیداز و سایر اجزا به عنوان یک ماده اکسیداسیون استفاده می‌کنند.

## کارآزمایی بالینی
اسپری بینی که گلوکز اکسیداز را با گلوکز مخلوط می‌کند ، در سال ۲۰۱۶ کارآزمایی بالینی را برای پیشگیری و درمان سرماخوردگیانجام داده‌است.